# Jeanette Eriksson
Jeanette Cristin Eriksson, född 10 september 1961 i Hägersten, Stockholm, död 2 september 2021, var en svensk författare. Hon debuterade med den självbiografiska romanen När jag blir stor 2013, om sin uppväxt med incest, övergrepp och trauman. Den har fått viss uppmärksamhet.
Eriksson växte upp med sin mormor och alkoholiserade morfar, som även var hennes far. Morfadern utsatte henne tidigt för sexuella övergrepp. Övergreppen började när Eriksson var spädbarn och fortgick tills hon flyttade hemifrån vid 15 års ålder. När jag blir stor är skriven ur barnets perspektiv och skildrar barns utsatthet. I boken beskrivs också det komplexa förhållande som ett barn kan uppleva till en anhörig som begår övergrepp, känslor av rädsla kontra försvarande av handlingarna. Det är inte bara familjen som sviker; boken vittnar om en barnomsorg och sjukvård som står handfallna. Eriksson menade att läkare och psykologer blundade för det som hände.